# Yllana Brosseau
Pour les articles homonymes, voir Brosseau.

a Compétitions nationales et continentales officielles uniquement.

b Matchs officiels uniquement.
Dernière mise à jour le 11 juin 2025.
Yllana Brosseau, née le 5 septembre 2000 est une joueuse internationale française de rugby à XV évoluant au poste de pilier au Stade bordelais.
Elle est championne de France avec le Stade bordelais en 2025.

## Biographie
Yllana Brosseau naît le 5 septembre 2000. Elle commence la pratique du rugby à XV en classe de 4e, au club de RC Créteil Choisy.
En 2017-2018, son équipe de cadettes du Val-de-Marne remporte le titre de championne Île-de-France espoirs. Elle poursuit son apprentissage  au sein du Centre régional d'entrainement et formation de la ligue.
Après un passage au club de l'AC Bobigny 93 entre 2019 et 2021, elle rejoint le Stade bordelais à l'été 2021, où elle évolue en Élite 1. Yllana est pendant la saison 2019-2020 étudiante en DUT Carrières juridiques.
Elle fait ses débuts internationaux en équipe de France le 23 février 2020 au Cardiff Arms Park contre le pays de Galles.
En 2021, elle participe à la tournée australe où l'équipe de France triomphe de l'Afrique du Sud et de la Nouvelle-Zélande. Forfait au début du tournoi des Six nations 2022, elle n'entre en jeu que lors de l'ultime match de la compétition, contre l'Angleterre pour sa cinquième sélection.
En 2022, elle est sélectionnée par Thomas Darracq pour disputer la Coupe du monde de rugby à XV en Nouvelle-Zélande. Après l'obtention d'un DUT carrières juridiques, elle s'inscrit en troisième année de licence d'histoire.
Lors de l'intersaison 2022, elle effectue son retour au club de l'AC Bobigny 93.
À l'automne 2023, elle fait partie du groupe d'internationales qui dispute sous les couleurs de la France le WXV en Nouvelle-Zélande.
Le 31 mai 2025, elle remporte le Championnat de France avec le Stade bordelais.
À partir de la saison 2025-2026, elle quitte le Stade bordelais et s'engage avec l'ASM Rugby,.

## Palmarès
- Vainqueur du Championnat de France en 2025 avec le Stade bordelais.